# سفارت اندونزی در ورشو
سفارت اندونزی در ورشو (به لاتین: Embassy of Indonesia) یک منطقهٔ مسکونی  و نمایندگی سیاسی این کشور در لهستان است که در ورشو واقع شده‌است.